# Czynnik IX

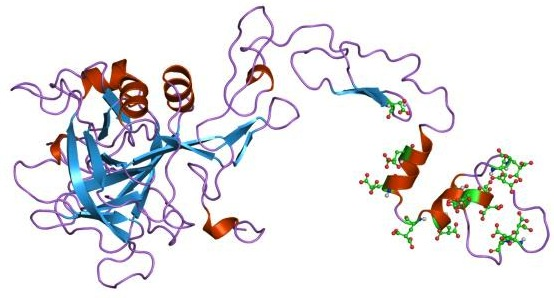
Struktura czynnika IX

Czynnik IX (czynnik Christmasa) (EC 3.4.21.22) – enzym z grupy proteaz serynowych zaangażowany w proces krzepnięcia krwi; należy do rodziny peptydaz S1. Chorobą związaną z niedoborem tego białka jest hemofilia B. Niedobór tego białka prowadzący do hemofilii został odkryty u młodego chłopca Stephena Christmasa w 1952 roku.

## Fizjologia
Czynnik IX jest wytwarzany jako proenzym. Następnie dochodzi do usunięcia peptydu sygnałowego, glikozylacji oraz cięcia przez czynnik XIa (w szlaku wewnętrznym) bądź czynnik VIIa (w szlaku zewnętrznym), w wyniku czego powstaje dwułańcuchowa struktura, której łańcuchy są połączone mostkiem disiarczkowym. Po aktywacji do czynnika IXa, w obecności jonów Ca2+, fosfolipidów błonowych oraz czynnika VIII jako kofaktora, hydrolizuje wiązanie pomiędzy argininą a izoleucyną w strukturze czynnika X wytwarzając czynnik Xa.
Inhibitorem czynnika IX jest antytrombina.
Ekspresja czynnika IX wzrasta wraz z wiekiem u ludzi i myszy. W badaniach na modelach mysich wykazano, że fenotyp mutacji w obrębie promotora czynnika IX jest zależny od wieku.

## Struktura białka
Czynniki VII, IX i X odgrywają kluczową rolę w krzepnięciu krwi oraz charakteryzują się podobną strukturą białkową. Czynnik IX jest białkiem zbudowanym z 4 domen. Są to: domena Gla, dwie tandemowe kopie domeny podobnej do EGF i C-końcowa domena peptydazy trypsynopodobnej, która wykonuje cięcie katalityczne.
Wykazano, że N-końcowa domena podobna do EGF odpowiada za wiązanie z czynnikiem tkankowym. Wilkinson i wsp. stwierdzili, że pozostałe 88–109 aminokwasów drugiej domeny podobnej do EGF pośredniczy w wiązaniu płytek krwi oraz w przyłączaniu do kompleksu aktywującego czynnik X.
Struktura wszystkich czterech domen została poznana. Strukturę dwóch domen podobnych do EGF oraz domeny trypsynopodobnej określono na podstawie białka świni. Struktura domeny Gla, która jest odpowiedzialna za zależne od jonów wapnia wiązanie fosfolipidów została określona za pomocą NMR.
Zostało poznanych kilka struktur "superaktywnych" mutantów, które potwierdzają, że aktywacja czynnika IX zachodzi dzięki innymi białkom zaangażowanym w kaskadę krzepnięcia.

## Lokalizacja genu czynnika IX
Gen kodujący czynnik IX jest zlokalizowany na chromosomie X (Xq27.1-q27.2); dziedziczenie recesywne sprzężone z chromosomem X: mutacje tego genu częściej dotyczą mężczyzn niż kobiet. Został po raz pierwszy sklonowany przez Kotoku Kurachiego i Earla Daviego w 1982 roku.
Polly, transgeniczna owca rasy Poll Dorset, sklonowana  przez Iana Wilmuta w Instytucie Roslin w 1997 roku miała gen czynnika IX.

## Rola w patologii
Niedobór czynnika IX powoduje chorobę Christmasa (hemofilię B). Opisano ponad 100 mutacji czynnika IX; niektóre z nich są bezobjawowe, ale wiele prowadzi do występowania poważnych zaburzeń krzepnięcia i krwawień. Typowa mutacja w chorobie Christmasa została zidentyfikowana przez sekwencjonowanie, odkryto mutację zmieniającą cysteinę na serynę.
Do leczenia choroby Christmasa wykorzystuje się rekombinowany czynnik IX, komercyjnie dostępny pod nazwą Benefix. Niektóre rzadkie mutacje czynnika IX mogą powodować jego zwiększoną aktywność w procesie krzepnięcia i powodować choroby zakrzepowe, takie jak zakrzepica żył głębokich.
Niedobór czynnika IX jest leczony przy zastosowaniu zastrzyków z oczyszczonego czynnika IX produkowanego w wyniku klonowania w różnych komórkach zwierzęcych. Kwas traneksamowy może być z powodzeniem stosowany u pacjentów z niedoborem czynnika IX, u których planowana jest operacja, w celu zmniejszenia ryzyka krwawień w czasie okołooperacyjnym.
Wykaz wszystkich mutacji czynnika IX jest przechowywany w bazie danych mutacji czynnika IX w University College London.